# Поліція охорони (Національної поліції України)
Поліція охорони — державна охоронна служба в Україні, працівники якої мають визначені Законом права та повноваження на озброєну охорону та застосування владних функцій щодо правопорушників.
Після створення Національної поліції, юридичні та фізичні особи, котрі користувалися послугами Державної служби охорони перейшли під захист поліції охорони.

## Історія
10 серпня 1993 року черговою постановою Кабінету міністрів України № 615 «Про заходи щодо вдосконалення охорони об'єктів державної та інших форм власності», на базі підрозділів охорони при органах внутрішніх справ було створено Державну службу охорони при МВС України, яка діяла вже на основі самофінансування.
На службу було покладено охорону державних особливо важливих об'єктів, виконання обов'язків правоохоронної Державної служби та комплекс платних охоронних послуг, які склалися у ринкових умовах.
Впродовж 1993—1998 років в Управлінні ДСО вирішується комплекс кадрових, юридичних, технічних, фінансових, господарських та інших питань, розробляються та впроваджуються у життя директивні напрямки подальшого розвитку служби охорони, планується вдосконалити управління та розробити нормативну базу, зміцнити економічний стан, здійснити технічне переозброєння та забезпечити надійність охорони, поліпшити матеріально-технічне забезпечення та удосконалити роботу з кадрами.
Враховуючи складнощі економічного стану, в якому опинилась служба охорони, було проведено роботу з удосконалення системи управління підрозділами, яка віднині була направлена на підвищення надійності охорони та зміцнення економічного стану підрозділів. Завдяки цьому в системі Державної служби охорони при МВС України було створено службу спецпідрозділу міліції охорони «Титан», Службу інкасації, охорони грошових знаків та цінних паперів та комісію для проведення тендеру по спеціальних броньованих автомобілях, які використовувалися для інкасації та перевезення цінностей. Так, у червні 1998 року в системі ДСО було створено 95 штатних підрозділів Служби інкасації, з якими було укладено 13764 договори. За п'ять років свого існування штатна чисельність спецпідрозділів міліції охорони «Титан» досягла 3 тисяч чоловік, які виконували близько 9 тисяч охоронних заходів щодо супроводження цінних вантажів, паперів та грошових коштів, здійснювали охорону власності юридичних осіб та особистої безпеки фізичних осіб, надавали комплексну охорону об'єктів тощо. Також було проведено реорганізацію організаційно-штатної структури, реформовано кадрові апарати, завдяки чому реалізувалася Концепція єдиної системи професійної підготовки категорії кадрів Державної служби охорони.
Згодом було створено центр інформаційного забезпечення діяльності підрозділів ДСО, впроваджено систему локальної комп'ютерної мережі ГУДСО та систему електронної пошти на рівні «Центр-область», розроблено концепцію ведення рекламної діяльності та Положення про рекламну діяльність ДСО при МВС України, забезпечено постійне публікування матеріалів в засобах масової інформації щодо діяльності підрозділів ДСО, започаткувався випуск різноманітної рекламної та сувенірної продукції.
18 грудня 1998 року на підставі існуючої нормативної бази та законотворчих актів України згідно з наказом ГУДСО при МВС України в Департаменті Державної служби охорони було вирішено відкрити Музей історії ДСО.
За визначеними в 2000 році Колегією МВС України напрямками продовжується процес перебудови організаційної структури ДСО, її фінансово-економічної діяльності, впровадження новітніх технічних засобів охорони, створення інституту цивільних охоронників, а головне — вивільнення міліції від виконання невластивих завдань, розмежування владних і господарсько-розрахункових функцій.
На шляху таких перетворень значно скоротилася кількість співробітників адміністративно-управлінського апарату, зникли непотрібні ланки управління, ліквідувалися збиткові підрозділи.
Конче важливим було і те, що значна увага почала приділятися і професійній підготовці кадрів. Було розроблено та втілено вісім навчальних програм з початкової підготовки, перепідготовки та підвищення кваліфікації працівників охорони. Вирішувалися такі важливі завдання, як спеціальна підготовка працівників для охорони шкіл та дошкільних закладів, фахівців з маркетингу та продажу охоронних послуг, від яких значною мірою залежали подальший розвиток служби, її конкурентоспроможність.
В цей час у Департаменті були проведені експлуатаційні випробування та було впроваджено системи централізованого спостереження нового покоління, такі як: «Каштан», «Сигнал», «Озон», «Інтеграл», «Альфа», «Дунай», приймально-контрольні прилади ВБД-6, Іс-8001 тощо. З метою забезпечення захисту телефонізованих об'єктів було впроваджено радіомоніторинг.
У рамках своїх повноважень Державною службою охорони здійснювалося ліцензування послуг з охорони недержавними охоронними формуваннями. Для забезпечення високої якості охоронних послуг та соціального захисту працівників в Державній службі охорони створили українську охоронно-страхову компанію «УОСК».
У червні 2007 р. Державна служба охорони нараховувала 192 стройових підрозділи, 146 служб інкасації, 38 підрозділів спецпризначення «Титан» та інших служб, в яких працювало понад 48 тисяч співробітників. Відзначити можна і значний матеріально-технічний потенціал служби: 251 пункт централізованого спостереження, сучасні засоби зв'язку, парк спецавтомобілів, новітня вогнепальна зброя. Для навчання співробітників в ДСО запрацювали спеціалізовані навчальні заклади, одне середнє і два вищі професійні училища. Під охороною Служби було понад 177 тисяч об'єктів, серед яких 86800 — житла громадян. Одночасно на службу заступали вже 486 груп затримання, які попереджували близько 37 тисяч злочинів та затримали понад 40 тисяч злочинців. Елітні підрозділи ДСО «Титан», в свою чергу, забезпечили супровід вантажів і цінностей, безпеку українських та закордонних громадян (290 фізичних осіб).
7 листопада 2015 року відповідно до Закону України «Про Національну поліцію» та Постанови Кабінету Міністрів України від 13 жовтня 2015 р. № 834 «Питання функціонування органів поліції охорони як територіальних органів Національної поліції та ліквідації деяких територіальних органів Міністерства внутрішніх справ», було створено Департамент поліції охорони, а також управління і відділи поліції охорони в областях, як територіальні органи Національної поліції.

## Матеріально-технічний і людський потенціал
Поліція охорони має понад 200 пультів централізованої охорони, сучасні засоби зв'язку, парк спецавтомобілів, новітню вогнепальну зброю.
Всі об'єкти, що охороняються за допомогою технічних засобів, підключені до пультів централізованої охорони. Підрозділами поліції охорони оснащено кнопками тривожної сигналізації та відповідними інформаційними написами 3085 місць термінового виклику. Для організації дистанційного контролю за оперативною обстановкою в місцях масового перебування громадян установлено 604 системи відеоспостереження. Співробітники Поліції охорони мають виключне право на використання вогнепальної, в тому числі й автоматичної зброї в рамках охорони.
Групи затримання — мобільні наряди цілодобово патрулюють міста і райони України. Одночасно на службу заступають близько 500 груп затримання.
2009 року під охороною перебувало майже 95 тис. об'єктів і понад 92,5 тис. помешкань громадян (квартири, офіси, магазини, торговельні центри, стратегічні об'єкти, дачні будинки тощо).

## Структура
Поліція охорони знаходиться у складі Національної поліції.
Кабінет Міністрів України своєю постановою № 834 від 13 жовтня 2015 створив як територіальні органи Національної поліції Департамент поліції охорони як міжрегіональний територіальний орган Нацполіції; Відділ поліції охорони об'єктів стратегічного значення, а також управління поліції охорони в областях, Києві, Автономній Республіці Крим та Севастополі, Криворізький міський відділ Управління поліції охорони в Дніпропетровській області, Маріупольський міжрайонний відділ Управління поліції охорони в Донецькій області, а також Управління поліції охорони з фізичної безпеки в Києві.
Для охорони фізичних осіб, вантажів і цінностей, власності фізичних та юридичних осіб в структурі Поліції охорони діють підрозділи з фізичної безпеки.

## Послуги
Поліція охорони надає такі послуги:
- Охорона квартир та будинків
- Охорона об'єктів
- Фізична охорона
- Пультова охорона
- Монтажні послуги
- Терміновий виклик поліції
- GPS
- Охорона цінностей
- Фізична безпека
- Швидке реагування.

## Інциденти, критика та скандали
У 2015 році вперше стало відомо про схеми ухилення від переатестації за повного сприяння керівництва Національної поліції та Міністерства внутрішніх справ, а також про те, що численні атестаційні комісії не будуть проводити тестування для службовців Поліції охорони. Саме в цей момент до підрозділу почали масово переводитися поліцейські, які раніше були працівниками Державної автомобільної інспекції (ДАІ). До Поліції охорони також переводилися співробітники департаменту, які прагнули через уникнення переатестації залишити за собою певні посади.
Також відомі випадки, коли певні посадовці уникали люстрації, зокрема, шляхом переходу в Поліцію охорони. Зокрема ті поліцейські, які підпадали під дію закону про очищення влади. Один із таких випадків стосується Олександра Терещука, колишнього начальника київської міліції, який був поновлений на посаді президентом попри люстрацію.
У грудні 2015 — січні 2016 року ЗМІ публічно звинуватили Поліцію охорони у прямій участі в конфлікті щодо рейдерського захоплення «Житомирських ласощів».
У грудні 2016 року стався інцидент, відомий як стрілянина у Княжичах. Версії опису даних подій від представників Нацполіції та ГПУ суттєво відрізнялися. Інцидент підсвітив суттєву проблему — відсутність координації дій між Нацполіцією та Поліцією охорони. Тільки після трагічних подій керівництво МВС видало відповідний наказ про затвердження порядку взаємодій між підрозділами.
У серпні 2017 року на хабарі був затриманий Начальник поліції охорони Сергій Будник. Під час обшуку в його помешканні було вилучено 16 злитків золота, 44 тис. доларів та 11,5 тис. евро. Невдовзі Будник був випущений із СІЗО під заставу 128 тисяч гривень, а вже у жовтні 2017 Апеляційний суд Києва поновив його на посаді. Причина поновлення — сторона обвинувачення не довела фактичну наявність ризиків того, що Будник може перешкоджати кримінальному провадженню шляхом здійснення незаконного впливу на свідків, знищення або підробки документів.
У вересні 2017 року Служба безпеки України спільно з Генпрокуратурою викрила на хабарі керівників Департаменту поліції охорони. Заступник начальника управління логістики підрозділу щомісяця одержував від підлеглих у регіонах талони на бензин в обмін на невтручання в тендерні торги із закупівлі пального.
У вересні 2018 року відбулося розслідування програми «Схеми» (спільний проект Радіо Свобода і телеканалу UA: Перший) про державний структурний підрозділ Департаменту поліції охорони «Безпека життя». Сам відділ був створений 31 травня 2017 року наказом керівника Департаменту поліції охорони Національної поліції. У липні 2017 року його презентував Ілля Кива, перебуваючи у статусі радника міністра внутрішніх справ. Журналісти отримали положення про діяльність відділу воєнізованої охорони «Безпеки життя» за підписом його керівника Костянтина Баханова. Незалежні юристи, яких «Схеми» попросили проаналізувати дане положення, зійшлися на думці, що створення і функціонування цього формування є незаконним, а діяльність його співробітників не підпадає ані під дію закону «Про Національну поліцію», ані під дію закону «Про охоронну діяльність».
У 2019 році у Києві під час круглого столу з питань впорядкування обороту цивільної зброї народний депутат України Олена Сотник заявила, що Поліція охорони є окремим бізнесом, через який держава втрачає чимало коштів платників податків.
Відомі випадки, коли співробітників Поліції охорони звинувачували у неправомірних діях.
Відомі факти, коли представники Поліції охорони вводили в оману дійсних та потенційних клієнтів охоронних послуг, поширюючи неповні та неточні дані про господарську діяльність приватних охоронних підприємств.
На думку українського політичного діяча та військовослужбовця Юрія Гудименка, під час широкомасштабної війни уряд повинен звільнити державу від витрат на утримання Поліції охорони і перерозподілити ці ресурси на фінансування військових та патрульних поліцейських, які борються зі злочинністю та виконують важливі завдання на фронті.
У жовтні 2024 році АМКУ визнав у діях Поліції охорони порушення конкурентного законодавства.

## Музей
В Департаменті поліції охорони створено музей, експозиція якого відображає шлях розвитку підрозділів служби охорони, її минуле й сьогодення.
Експозиція музею містить:
- історичні свідоцтва про історію та розвиток служби,
- портретну галерею, у тому числі заслужених працівників МВС СРСР, керівників обласних підрозділів та інших працівників,
- розвиток структурних частин підрозділів міліції охорони,
- формений одяг, починаючи з 1923 року,
- зброю, відзнаки та нагороди, сувенірні вироби, технічні засоби охорони,
- матеріали про участь працівників охорони у ліквідації аварії на ЧАЕС та землетрусу у Вірменії і їх героїчне сьогодення,
- відомості про організацію професійної підготовки,
- спортивні досягнення,
- дружні зв'язки та інші експонати.